# Tibro
Tibro est une localité de la commune de Tibro dans le Comté de Västra Götaland en Suède. Elle comptait 8 005 habitants en 2005.
Le joueur de tennis suédois Robin Söderling y est né le 14 août 1984. Il est le premier joueur à avoir battu Nadal à Roland-Garros, en 2009.